# Phyllobrotica spinicoxa
Phyllobrotica spinicoxa es una especie de insecto coleóptero de la familia Chrysomelidae. Fue descrita en 1929 por Laboissiere.